# Никосия (район)
Никосия или Лефкосия (греч. Επαρχία Λευκωσίας, тур. Lefkoşa Bölgesi) — один из шести районов Республики Кипр, расположенный в центральной части острова. На севере граничит со Средиземным морем и районом Кириния, на востоке с районом Фамагуста, на юге с районами Ларнака и Лимасол, на западе с районом Пафос. Административным центром является Никосия. Площадь — 2714 км².
После 1974 года меньшая северная часть района, включая северные районы Никосии, а также анклав Коккина, контролируется частично признанной Турецкой Республикой Северного Кипра и располагается на территории районов ТРСК Гюзельюрт и Лефкоша.
Район делится на десять общин.
Численность населения греческой части района составляет 273 642 чел. на 2001 год, в том числе в муниципалитете (юг города) Никосия — 47 832 чел. В 2011 году численность населения греческой части района составляет 325 756 чел. Из них 264 221 чел. (81,1 %) греки.
Численность населения турецкого района Лефкоша составляет 85 579 чел. на 2006 год, в том числе в муниципалитете (север города) — 49 721 житель, а в выделенном властями ТРСК из состава района Никосии районе Гюзельюрт проживает 31 116 чел. (то есть всего 116 695 житель — в основном турки).

## Населённые пункты
- Агия
- Агия-Эйрини
- Агия-Марина
- Агия-Марина (Скилура)
- Агия-Варвара
- Айии-Тримитиас
- Агиос-Дометиос
- Агиос-Эпифаниос
- Агиос-Георгиос
- Айиос-Георгиос-Лефкас
- Айиос-Йоанис
- Айиос-Йоанис-Малунтас
- Айиос-Николаос Лефкас
- Айос-Созоменос
- Агиос-Теодорос
- Агиос-Василейос
- Аглантдзия
- Агрокипия
- Агроладу
- Акаки
- Алампра
- Алевга
- Алитину
- Алона (греч.)
- Ампелику
- Аналионтас
- Анагейя
- Анголеми
- Афантия
- Аплики
- Аредиу
- Аргаки
- Аскас
- Астромеритис
- Авлона
- Бейкиои
- Халери
- Хрисида
- Хрисилиу
- Дали
- Денейя
- Дио-Потами
- Элия
- Эпихо
- Эпископьо
- Эргатес
- Эвриху
- Эксометохи
- Фармакас
- Фикарду
- Филани
- Фтерикуди
- Филия
- Галата
- Галини
- Геракиес
- Гери
- Геролакос
- Гёньели
- Гури
- Каймакли
- Какопетрия
- Калиана
- Кало-Хорио
- Кало Хорио
- Калопанайотис
- Каливакия
- Кампи
- Кампия
- Кампос
- Капути
- Канли
- Канавия
- Капедес
- Капура
- Каравостаси
- Каталионтас
- Като-Дефтера
- Като-Фласу
- Катокопия
- Като-Кутрафас
- Като-Лакатамия
- Като-Мони
- Като-Пиргос
- Като-Зодия
- Катидата
- Казивера
- Клиру
- Кокина
- Кокинотримития
- Кораку
- Котсиатис
- Куру Монастири
- Кира
- Китрея
- Лагудера
- Латсия
- Лазаниас
- Лефка
- Лимитис
- Лину
- Ливадия
- Луруджина
- Лутрос
- Лимпия
- Литродонтас
- Малунда
- Мамари
- Мандрес
- Мансура
- Марги
- Масари
- Матиатис
- Менико
- Миа Милия
- Миликури
- Митсеро
- Мора
- Морфу
- Мосфилери
- Мутулас
- Нео-Хорио
- Никоcия
- Никитари
- Никитас
- Нису
- Икос
- Орунта
- Ортакиои
- Пахиамос
- Палехори
- Палекитро
- Палеометохо
- Пано-Дефтера
- Пано-Фласу
- Пано-Кутрафас
- Пано-Лакатамия
- Пано-Пиргос
- Пано-Зодия
- Педулас
- Пантагейя
- Пера
- Пера-Хорио
- Перистерона
- Перистеронари
- Петра
- Петра-ту-Дигени
- Пигения
- Платанистаса
- Политико
- Полистипос
- Потами
- Потамия
- Потамос-ту-Кампу
- Прастио
- Псимолофу
- Пиргос
- Саранти
- Селади-ту-Апи
- Селемани
- Сия
- Синаорос
- Скуриотиса
- Скилура
- Спилия
- Сирианохори
- Темврия
- Трахони
- Трахонас
- Цакистра
- Цери
- Тимву
- Варисейя
- Вони
- Вроиша
- Визакия
- Ксеровунос
- Ксилиатос
- Зодейя